# Dziennik Dziecięcy: codzienna gazetka dla dzieci
Dziennik Dziecięcy: codzienna gazetka dla dzieci – czasopismo dla dzieci wychodzące w okresie powstania warszawskiego. Ukazały się 24 numery w okresie 18 sierpnia – 23 września 1944.
Pismo było prywatnym przedsięwzięciem związanym z Referatem Kulturalno-Oświatowym Ekspozytury Starostwa Warszawa Północ. Siedziba wydawnictwa mieściła się w Warszawie przy ul. Krasińskiego 18 m. 104. Redaktorami pisma byli: Zofia Bohuszewicz, Maria Kownacka, Andrzej Nowicki „Biskup” oraz Janina Przeworska i Wanda Wawrzyńska.
Pisemko wychodziło w nakładzie kilkunastu egzemplarzy. Liczyło od 3–8 stron objętości. Zawierało teksty o charakterze literackim i krótkie informacje z przeznaczeniem dla najmłodszych. Było ilustrowane, ręcznie kolorowane. Było przepisywane na maszynie, na cienkim papierze, tzw. „przebitkowym” dlatego niewielka ilość egzemplarzy przetrwała do czasów współczesnych. Większość zaginęła w czasie działań powstańczych i pod koniec II wojny światowej.
Tytuł stanowił kontynuację czasopisma „Jawnutka”, ukazującego się w dniach 12–16 sierpnia 1944.